# ギャンブレル屋根

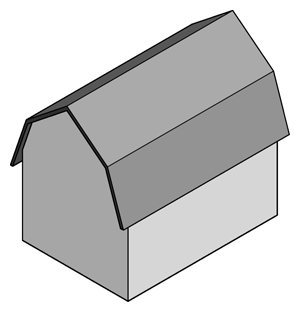
ギャンブレル屋根

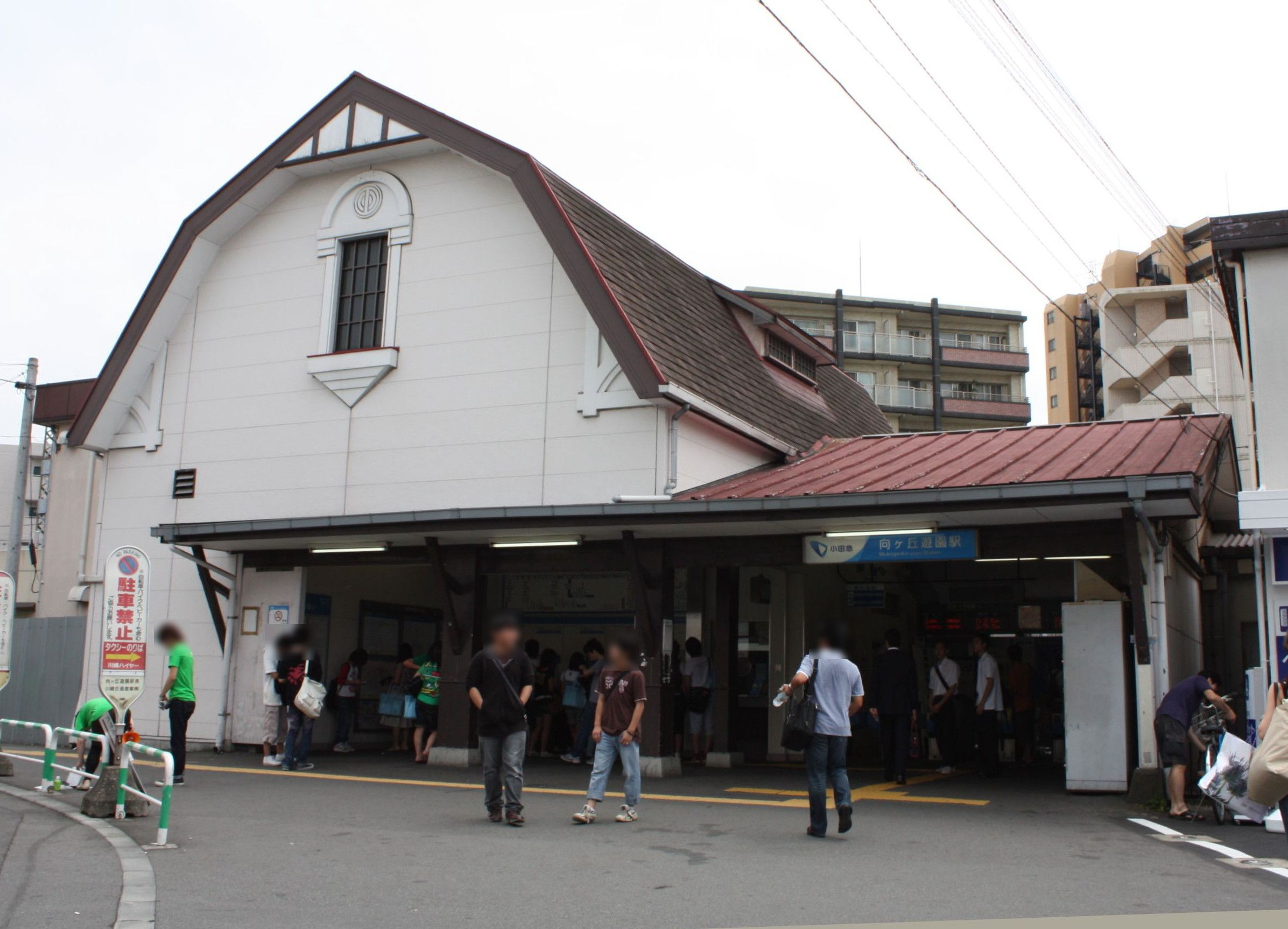
ギャンブレル屋根の例（小田急小田原線向ヶ丘遊園駅駅舎）

ギャンブレル屋根（ギャンブレルやね、英: gambrel roof）は、屋根の形態の一種である。

## 概要
イギリスなどのヨーロッパから18世紀にアメリカに伝承された二面切妻二段勾配屋根である。二段勾配の寄棟であるマンサード屋根と混同されるケースが多い。形状が将棋の駒に似ていることから、駒形切妻屋根と訳されることもある。